# Washington Motor Car Company
Washington Motor Car Company (vorher Carter Motor Car Corporation, Carter International Motor Car Company, Washington Motor Car Company und Independence Motor Company) war ein US-amerikanischer Hersteller von Automobilen.

## Unternehmensgeschichte
Howard A. Carter gründete am 19. Mai 1905 die Carter Motor Car Corporation. Der Sitz war in Washington, D.C. Die Produktion sollte zunächst in Detroit stattfinden, begann 1907 in einem Werk in Hyattsville in Maryland. Der Markenname lautete Carter, für den Export evtl. mit dem Zusatz Duplex. Während dieser Zeit änderte sich die Firmierung in Carter International Motor Car Company. 1908 endete die Produktion zunächst.
1909 übernahm Carters Bruder A. Gary Carter das Unternehmen. Er wählte den Markennamen Washington. Sein Bruder Frank L. Carter war Schatzmeister. Anfang 1912 erklärte Gary den Bankrott, obwohl Frank anderer Meinung war.
Im Juni 1912 folgte die Umbenennung in Washington Motor Car Company. Gary war Präsident, Frank Generalmanager und Howard Werbemanager.
Wenig später änderte sich die Firmierung in Independence Motor Company. Die Produktion lief bis Ende 1912.
1913 wurde die letzte Umbenennung rückgängig gemacht. In dem Jahr entstanden keine Fahrzeuge mehr. Noch 1913 wurde das Unternehmen endgültig aufgelöst.
Es gab keine Verbindungen zur Michigan Automobile Company und zur Richard Carter Automobile Company, die den gleichen Markennamen Carter verwendeten.

## Fahrzeuge

### Markenname Carter
Ungewöhnlich war, dass die Fahrzeuge zwei Motoren hatten, jeweils mit eigenem Wasserkühler, Zündung und Auspuff. Es waren Vierzylindermotoren. Sie konnten einzeln oder zusammen betrieben werden. Der Prototyp hatte Kardanantrieb, bei den Serienmodellen ist es nicht bekannt.
Im Angebot standen drei Ausführungen. Das Fahrgestell hatte immer 328 cm Radstand. Das Model 3 A war als Semi-Roadster karosseriert. Die Motoren leisteten zusammen 40 PS. Das Model B war mit 60 PS stärker motorisiert. Der offene Tourenwagen hatte sieben Sitze. Das Model 3 C hatte 75 PS Leistung. Die Limousine bot Platz für sieben Personen.

### Markenname Washington
Diese Fahrzeuge hatten nur einen Motor. Dies war ebenfalls ein Vierzylindermotor. Die Motorleistung wurde über eine Kardanwelle an die Hinterachse übertragen.
1909 gab es das Model A-1. Der Motor leistete 30 PS. Der Radstand betrug 284 cm. Im Angebot standen ein dreisitziger Roadster und ein fünfsitziger Tourenwagen.
1910 wurde daraus das Model A-2. Die Motorleistung wurde auf 35 PS erhöht. Der Radstand blieb unverändert. Zu den zwei bekannten Karosserieaufbauten kamen ein viersitziger Tourabout und ein ebenfalls viersitziger Baby Tonneau hinzu. Das Model B-1 hatte einen stärkeren Motor mit 45 PS Leistung. Der Radstand und die Aufbauten waren identisch.
1911 gab es das Model D-40, wobei die 40 ein Hinweis auf die Motorleistung war. Der Radstand war auf 300 cm verlängert worden. Fünfsitziger Tourenwagen, Torpedo-Roadster, viersitziger Baby-Tonneau und eine fünfsitzige Limousine sind überliefert.
1912 wurde daraus das Model E-40. Lediglich die Aufbauten hatten sich geändert. Nun gab es zwei- und viersitzige Roadster sowie fünf- und siebensitzige Tourenwagen.

## Modellübersicht
| Jahr      | Marke      | Modell     | Zylinder | Leistung (PS) | Radstand (cm) | Aufbau                                                                             |
| --------- | ---------- | ---------- | -------- | ------------- | ------------- | ---------------------------------------------------------------------------------- |
| 1907–1908 | Carter     | Model 3 A  | 8        | 40            | 328           | Semi-Roadster                                                                      |
| 1907–1908 | Carter     | Model 3 B  | 8        | 60            | 328           | Tourenwagen 7-sitzig                                                               |
| 1907–1908 | Carter     | Model 3 C  | 8        | 75            | 328           | Limousine 7-sitzig                                                                 |
| 1909      | Washington | Model A-1  | 4        | 30            | 284           | Roadster 3-sitzig, Tourenwagen 5-sitzig                                            |
| 1910      | Washington | Model A-2  | 4        | 35            | 284           | Roadster 3-sitzig, Tourabout 4-sitzig, Baby Tonneau 4-sitzig, Tourenwagen 5-sitzig |
| 1910      | Washington | Model B-1  | 4        | 45            | 284           | Tourenwagen 5-sitzig, Tourabout 4-sitzig, Baby Tonneau 4-sitzig, Roadster 3-sitzig |
| 1911      | Washington | Model D-40 | 4        | 40            | 300           | Tourenwagen 5-sitzig, Torpedo-Roadster, Baby Tonneau 4-sitzig, Limousine 5-sitzig  |
| 1912      | Washington | Model E-40 | 4        | 40            | 300           | Roadster 2- und 4-sitzig, Tourenwagen 5- und 7-sitzig                              |